# 大衛·米勒 (歌手)
大衛·米勒（英语：David Miller，1973年4月14日—）是美国的男高音歌手，是歌剧流行音乐组合美声男伶（Il Divo）的成员之一。